# The Flowers of Romance (Album)
The Flowers of Romance ist das dritte Studioalbum der englischen Band Public Image Ltd.
The Flowers of Romance ist das erste Album, das nach dem Abschied des Gründungsbassisten Jah Wobble veröffentlicht wurde, was dazu führte, dass sich die Band weiter in einen experimentellen Sound vertiefte. Das Album wurde hauptsächlich von Sänger John Lydon und Gitarrist Keith Levene aufgenommen, die starken Gebrauch von Schlagzeug/Percussion und verschiedenen Band- und Verarbeitungseffekten machten.

## Aufnahmen
Die Aufnahmen begannen im The Manor Studio in Shipton-on-Cherwell, England mit zwei gebuchten Wochen Anfang Oktober 1980. Die Band brachte innerhalb der Zeit nur einen Studiotrack zustande (Hymie’s Him). Die Band nahm zudem Scherzversionen von Twist and Shout und Johnny Remember Me auf, welche bis heute unveröffentlicht sind. Schlagzeuger Martin Atkins, der die Band gegen Ende der Session besuchte, nahm währenddessen möglicherweise das Schlagzeug zu Home Is Where the Heart Is auf, das im darauffolgenden Jahr auf der B-Seite der Flowers of Romance Single landete. Home Is Where the Heart Is wurde dann in den Townhouse Studios gemixt; während des Mixens wurde Produzent Steve Lillywhite entlassen und durch Nick Launay ersetzt, welcher darauf angeworben wurde, das ganze Album mitzuproduzieren.
Der Rest des Albums wurde in den Townhouse Studios in London, wofür Ende Oktober / Anfang November 1980 zwei Wochen gebucht wurden. Schlagzeuger Martin Atkins wurde für die Sessions engagiert und trug auch zum Songwriting bei. Am 31. Oktober 1980 verließ er die Aufnahmen, um am nächsten Tag mit seiner Band Brain Brain einen Gig in New York City zu spielen. Unveröffentlichte Songs, welche es nicht auf das Album schafften, waren Vampire und Woodnymphs.
Eine finale Studiosession fand ein paar Wochen später, Anfang Dezember 1980 in den Townhouse Studios statt, um die vorhergesehen Single Flowers of Romance zu mixen und ein paar Overdubs hinzuzufügen.

## Inhalt
Der Titel des Albums ist eine Referenz zu The Flowers of Romance, einer frühen Punkband, in welcher Keith Levene (und z. B. auch Sid Vicious & Viv Albertine) Mitglied war. The Flowers of Romance war zudem auch der Titel eines frühen Sex Pistols Songs.
The Cover zeigt die Videografin der Band, Jeannette Lee.

### Musik
Das Album konzentriert sich hauptsächlich auf Schlagzeug. Levene beschrieb es als "wahrscheinlich […] die am wenigsten kommerzielle Platte, die jemals an eine [Platten-] Firma geliefert wurde." (probably […] the least commercial record ever delivered to a [record] company.) Zu einem ähnlichen Schluss kommt auch Trouser Press Record Guide und stellt fest, dass "die Musik so streng ist, dass sie der Aussage eines Plattenmanagers Glaubwürdigkeit verleiht, dass The Flowers of Romance eine der unkommerziellsten ist, die jemals gemacht wurde – zumindest in einem ‚Pop‘-Kontext." (the music is so severe as to lend credence to a record executive’s statement that The Flowers of Romance is one of the most uncommercial records ever made – at least within a ‘pop’ context.) Simon Reynolds hat das Album als höchst experimentell und damit beschäftigt beschrieben, sich über die definierenden Standards der Rockmusik hinauszubewegen und es anschließend zu einer bahnbrechenden Post-Rock Platte zu machen.
Der gelegentlich auftauchende Schlagzeuger Martin Atkins spielt auf drei Songs, während Levene und John Lydon diesen Part auf den restlichen Tracks übernahmen. Bei Under the House teilen sich Levene und Atkins die Percussions, indem jeder jeweils zwei Drumlines beisteuerte. Der prominente, stark bearbeitete Schlagzeugsound ist von Peter Gabriels drittem Album inspiriert, auf welchem Toningenieur Hugh Padgham das Schlagzeug von Phil Collins bearbeitet hatte. Collins war wiederum so vom Sound auf The Flowers of Romance so beeindruckt, dass er den Toningenieur des Albums, Nick Launay engagierte, um den Sound für seine eigenen Projekte nachzustellen.
Über das gesamte Album weben Musique-concrète-Klänge wie z. B. verstärkte Armbanduhren, umgekehrte Klaviere und im Fernsehen übertragene Opern in und aus dem Mix.
Sänger John Lydon spielte Strohgeige und Saxophone (obwohl er nicht dafür bekannt war, ein bestimmtes Instrument zu beherrschen) und laut einem Rolling Stone Artikel über das Album, einfach alles, was für Percussions geeignet ist, einschließlich der Schlagfläche eines Banjo auf Phenagen.
Keith Levenes innovativer Gitarrenstil wurde durch die Verwendung von umgekehrten Bändern und Höhenverzerrung noch stärker bearbeitet und seine Synthesizer dröhnen und brummen über das ganze Album hinweg. Mehrere Songs (z. B. Four Enclosed Walls und Phenagen) haben einen nahöstlichen Flair. Bassist Jah Wobble verließ die Band bereits bevor die Aufnahmen an The Flowers of Romance begannen, weswegen Keith Levene den Bass auf Track 8 and Banging the Door spielte, was auch zugleich die einzigen Songs des Albums sind, auf denen das Instrument überhaupt vorhanden ist.

## Track für Track kommentiert

### Four Enclosed Walls
- Nick Launay (2007): "Bei 'Four Enclosed Walls' haben wir zum Beispiel Martins Micky-Maus-Taschenuhr auf einem Standtom platziert, damit es nachhallt und mehr Ton hat. Dann fügte ich zwei Harmonizer mit einer Verzögerung von 15 Sekunden hinzu, die auf sich selbst rückgekoppelt wurden, einer nach links, einer nach rechts. Ich nahm ungefähr sieben Minuten davon auf, wie es tickt."[7] ("On 'Four Enclosed Walls', for instance, we placed Martin’s Mickey Mouse pocket watch on a floor tom, so it would resonate and have more tone. Then I added two harmonizers with a fifteen-second delay fed back on themselves, one panned left, one right. I recorded about seven minutes of it ticking away.")

### Track 8
- Nick Launay (2003): "Wir hatten auch einen AMS Digital Sampler, eines der ersten digitalen Geräte überhaupt. Eines Tages spielte Martin einen Drum-Groove und ich drückte auf 'Loop-Lock' und versuchte, einen perfekten Loop zu machen. Das AMS war so primitiv, dass es nicht bearbeitet werden konnte, um es in den richtigen Takt zu bekommen, also habe ich zufällig verschiedene Beats eingegeben, während er sie spielte, bis ich einen bekam, der cool klang. Aus diesem Loop wurde der Song 'Track 8'. Er ist eigentlich aus der Zeit gefallen, aber irgendwie groovt es."[8] (We also had an AMS digital sampler, one of the first digital devices ever available. One day Martin played a drum groove and I pushed 'Loop Lock' and tried to make a perfect loop. The AMS was so primitive you couldn’t actually edit it to get it in time, so I randomly kept locking in different beats as he played them, till I got one that sounded cool. That loop became the song 'Track 8'. It’s actually out of time, but somehow it grooves.)

### Phenagen
- John Lydon: "Es ist nicht marokkanisch, es ist Renaissance, frühes Englisch und Französisch des 15. Jahrhunderts. Das habe ich mir oft angehört, das ist echte traditionelle englische Musik."[9] ("It’s not Moroccan, it’s Renaissance, early English and French, 15th century. That’s what I’ve been listening to a lot, that’s real traditional English music.")
- Keith Levene (1981): "Es gibt ein bisschen Rückwärtsgitarre […] [Zu hören ist auch] ein Banjo mit drei fehlenden Saiten, und er [Lydon] schlug es mit etwas, das vom Banjo herunter hing, weil es dieses Geräusch machte […] das auf 'Phenagen' verwendet wurde […] Er hat mich die ganze Zeit mit diesem Geräusch genervt, dann hat er einen Track mit genau diesem Geräusch gemacht und das nächste woran ich mich erinnern kann, ist dieser verdammt guter Track 'Phenagen'. Es ist wirklich schrecklich, aber es ist wirklich gut, wie es zusammenspielt."[10] ("There’s a bit of backwards guitar […] [There also is] a banjo with three strings missing, and he [Lydon] was hitting it with something that was hanging off the banjo 'cos it made that noise […] that was used on 'Phenagen' […] He was annoying me all the time making that noise, then he laid down a track making that noise, then the next thing I know is this fucking great track called 'Phenagen'. It’s horrible really, but it’s really good the way it comes out.")

### Flowers of Romance
- John Lydon (1999): "Die erwähnte Romanze ist nicht romantisch, sondern spielt auf Menschen an, die Vergangene Ereignisse mit ihren Erinnerungen romantisieren […] Worum es mir geht, ist, dass ich weitermachen und weiter versuchen wollte, neue Dinge zu erschaffen."[11] ("The romance referred to is not being romantic, but alludes to people romanticising over past events with their memories […] What I’m on about is that I wanted to move on and carry on with trying to create new things.")

### Under the House
- John Lydon (1999): "Ich habe das geschrieben, nachdem ich einen Geist im The Manor gesehen habe."[11] "Ich hatte ein paar Dinge gesehen, die mir nicht gefielen. Am Ende schlief ich im Kohleschuppen, im Haus habe ich es nicht mehr ausgehalten. Wenn es an einem Ort spukt, herrscht eine Intensität, die unerträglich ist."[9] ("I wrote that after I saw a ghost, it was at The Manor". "I’d seen a few things I didn’t like. I ended up sleeping in the coal shed, I couldn’t bear it in the house any longer. When a place is haunted there’s an intensity which is insufferable.")
- Nick Launay (2003): "Erneut legte Martin den Beat fest, dann überspielten wir die Toms und verdoppelten sie mit Harmonizern, ein Trick, der einige Male auf dem Album verwendet wurde. Da ich in Südspanien aufgewachsen bin, war ich wirklich von de spanischen Gypsy Musik, dem Flamenco und anderem beeinflusst. Ich meine nicht die kitschige Touristen Art. Ich hörte immer wieder diese Art von Klatschen, also machten wir es, nachdem ich erklärt hatte, was ich meinte, und fügte eine einfache Verzögerung hinzu, um den Effekt zu erzielen, das zwei Klöppel gegeneinander spielen. Das Operngeheul im Hintergrund ist genau das – es lief eine Oper im Fernsehen, während wir den Song im Kontrollraum spielten. Ich fand die Kombination so cool, dass ich ein Mikrofon an den Fernsehlautsprecher anschloss und es zufällig auf Band aufnahm, bis es Sinn machte. Als der Song eine gewisse Form hatte, ging John hin und sang darauf."[8] ("Again, Martin laid down the beat, then we overdubbed the toms and doubled them with harmonizers, a trick used a few times on this record. Having grown up in the south of Spain I was really influenced by Spanish Gypsy music, Flamenco, and I don’t mean the tacky touristy type. I kept hearing that kind of clapping, so after explaining what I meant, we did it and added a simple delay to get that effect of two clappers playing off each other. The operatic wailing in the background is exactly that – there was an opera on TV while we were playing the song back in the control room. I thought the combination sounded so cool, I put a mic on to the TV speaker and recorded it to tape randomly till it made some sense. Once the track had some kind of shape, John went out and sang on it.")

### Hymie’s Him
- Keith Levene (2001/1981): Da war dieses seltsame Bambusinstrument, das ich bei 'Hymie’s Him verwendet habe – Richard Branson hatte welche aus Bali besorgt und mir eines dieser Teile geschenkt […] Mir wurde angeboten diesen Filmsoundtrack für 'Wolfen' zu machen. [Regisseur] Michael Wadleigh […] sagte zu mir 'So ernähren sich Wöfle in der Dunkeln, das ist die Handlung des Films – was ich brauche, ist ein Großstadtdschungel-Sound.' Also habe ich mir 'Hymie’s Him' als Pilot für die Filmmusik ausgedacht. Ich habe es in den Tasche und Wadleigh liebte es. Ich wünschte wirklich, ich hätte den Film gemacht."[3] "Wir hatten The Manor für zehn Tage gebucht, und es war, als wüsten wir, dass wir ein neues Album machen würden, und wir hatten tagelang nichts zustande gebracht – wir konnten nichts tun. Es war diese schreckliche mentale Blockade. Nachdem wir sieben Tage damit verschwendet haben Hände und Füße hochzulegen, nur faule Bastarde zu ein … haben wir es wirklich versucht, aber nichts ist dabei entstanden. Es hatte auch etwas mit The Manor zu tun. Wir haben einen Track hinbekommen – 'Hymie’s Him' – das war das erste wirklich solide Ding was wir hingelegt haben […] Ich denke, wir könnten an einem Film arbeiten. Wie bei dieser Sache mit Michael Wadleigh, wollten wir gleich eine Flasche auf den Tisch knallen lassen – das große Ganze, nicht nur die Musik, sondern auch die Geräusche. Aber dann kamen Tom Waits und andere Leute dazu und es war nicht das, was wir im Sinn hatten."[10] ("There was this weird bamboo instrument that I used on 'Hymie’s Him' – Richard Branson had gotten some in Bali and gave me one of these things […] I had been offered to make this film soundtrack for Wolfen. [Director] Michael Wadleigh […] said, 'This is how wolves feed in the dark, this is the plot of the mov–ie what I need is an urban jungle sound.' So I came up with 'Hymie’s Him' as my pilot for the score for the movie […] I had it in the bag and Wadleigh loved it. I really wish I’d done the movie." "We were booked into The Manor for ten days, and it was like we knew we were doing a new album and we didn’t do anything for days – we couldn’t do anything. It was like this horrible mental block. After wasting seven days of being waited on hand and foot, just being real lazy cunts… we were really trying but nothing was happening. It was something to do with The Manor as well. We did get one track down – 'Hymie’s Him' – that was the first definite solid thing we got laid down […] I think we could do a service to a film. Like with this Michael Wadleigh thing, we wanted to go right down to a bottle banging on the table – the whole lot, not just the music but sounds. But then Tom Waits and other people came into it, and it wasn’t what we had in mind.")
- John Lydon (1981/99): "[Michael Wadleigh] gab uns die Chance einen Soundtrack zu machen. Ich meine, wer würde eine solche Gelegenheit nicht wollen? […] Die Clips die wir gesehen haben, waren wirklich exzellent […] Ursprünglich wollte Wadleigh, dass wir Musik, passend zur Atmosphäre schreiben, es geht um Wölfe und das töten von Menschen, und das passte natürlich gut zu uns.[10] Ich fand, was Keith mit der Musik gemacht hat, war so gut, dass es keinen Sinn hatte darüber zu singen. Lass es bleiben, sagte ich. Alles was ich tun konnte, war Keith mit dem Titel zu beleidigen.[11] ("[Michael Wadleigh] offered us the chance to do a soundtrack. I mean, who wouldn’t want an opportunity like that? […] The clips we saw were really excellent […] Originally Wadleigh wanted us to write music to suit the atmosphere, it’s about wolves and killing people, and that suited us fine of course." "I thought what Keith did with the music was so good there was no point in me singing over it. Leave it alone, I said. All I could do was insult Keith with the title.")

### Banging the Door
- John Lydon (1999/80): "‘Banging The Door’ entstand als Schimpfwort gegen die Fans, die meine Adresse in London herausfanden und jeden Abend vorbeikamen, an die Tür hämmerten und 'Johnny! Johnny!' durch den Briefkasten riefen. Hat mich fast wahnsinnig gemacht."[11] "Es ist viel schlimmer als zu Zeiten der Sex Pistols. Ich habe sie sogar ihre Zelte vor meiner Haustür aufschlagen lassen […] Ich lasse einfach niemanden von ihnen mehr rein. Ich gehe einfach nicht an die Tür."[12] ("'Banging the Door' came about as a rant against the fans who found out my address in London and used to come around every night, banging away on the door and shouting 'Johnny! Johnny!' through the letter box. Nearly drove me mad!" "It’s much, much worse than it was in the days of the Sex Pistols. I’ve even had them pitching their tents on my front doorstep […] I just don’t let any of them in anymore. I just don’t answer the door.")
- Keith Levene (1981): "Martin spielte Schlagzeug und ich Bass. Dann fügte ich Synthesizer hinzu."[10] ("Martin played the drums and I played the bass. Then I added synth to that.")
- Nick Launay (2003): "Keith war sehr von diesen Synthesizerboxen angetan, die mit kleinen roten Kabeln ineinander gesteckt wurden, glaube sie wurden von Roland hergestellt. Es war ein bisschen wie dieser riesige Moog-Synthesizer, den Kraftwerk benutzte, nur in Miniatur. Du kannst es auf 'Banging the Door hören, es klingt wie ein böser Riesenfrosch."[8] ("Keith was very into these synthesizer boxes that plugged into each other with little red cables, I think it was made by Roland. It was a bit like the giant Moog synth that Kraftwerk used, only in miniature. You can hear it on 'Banging the Door', it sounds like an evil giant frog!")

### Go Back
- John Lydon (1981): "London wird sehr, sehr faschistisch und das gefällt mir überhaupt nicht! Darüber wurde 'Go Back' geschrieben, London, Langeweile und rechte Gruppierungen. Es ist erbärmlich, die Leute sulen sich im Elend und akzeptieren alles – 'Trink eine Tasse Tee, gute Tage voraus."[13] "Das ist einfach der Lauf der Dinge in diesem Land. Sie können es sich nicht leisten, so zu tun, als würde es nicht passieren."[9] ("London’s getting very, very fascist and I don’t like it at all! 'Go Back' was written about that, about London and tedium and right-wing groups. It’s pathetic, people wallow in misery and accept anything – 'Have a cup of tea, good days ahead." "That’s just the way things are going in this country. You can’t afford to pretend it’s not happening.")
- Keith Levene (1981): "Ich benutze Gitarre nur bei einem Track namens 'Go Back', und es ist ein großartiger kleiner Gitarrenpart."[10] ("I only use guitar on one track called 'Go Back', and it’s a great little guitarline, it’s turned out to be a funky track actually.")

### Francis Massacre
- John Lydon: "Für mich fasst dieses Lied einfach zusammen, wie ich mich gefühlt habe, als ich im [Mountjoy Prison im Oktober 1980] war – knirschende Geräusche, ‚Aaargh, lasst mich raus!‘"[9] ("For me the song just sums up the way I felt when I was in [Mountjoy Prison in October 1980] – grating noises, ‘Aaargh, let me out!’")

### Home Is Where the Heart Is(Single-B-Seite)
- Keith Levene (1981): "Ich erinnere mich, dass ich im The Manor zwei Tage mühsam versucht habe, einen Track zu wiederholen, der sich jetzt auf der B-Seite der Single befindet und 'Home Is Where The Heart Is' heißt. Ich habe einen Loop anstelle von Wobble verwendet, auf dem ich vier Noten aufgenommen habe – das ist die Basslinie, die Wobble sowieso gespielt hat. Ich habe versucht, den Drumbeat dazu zu bekommen, aber es hat verdammt noch mal nicht funktioniert."[10] ("I remember at The Manor for two days painstakingly trying to redo a track which is now on the B-side of the single, called 'Home Is Where The Heart Is'. I was using a loop instead of Wobble which I recorded four notes on – which is the bassline Wobble used to do anyway. I was trying to get the drumbeat to it and it didn’t fucking work.")
- Martin Atkins (2001): "Ich weiß, dass es einige Verwirrungen zu 'Home Is Where The Heart Is' gegeben hat. Das bin ich, aber Virgin hat es Jim Walker zugeschrieben. Das war lustig, weil dieser eine Journalist auf mich los ging und behauptete, Jim Walker sei ein Genie, Martin Atkins ein Bastard. Und als Beweis führte er an, dass das Drumming auf 'Paris au Printemps' scheiße war, und als Jim Walker zurückkam, um mit ihnen 'Home Is Where The Heart Is' aufzunehmen, zeigte es, dass Martin Atkins Mist war und Jim Walker der beste ist. Nein Kumpel, das bin ich!"[14] ("I know there was some confusion over 'Home Is Where the Heart Is'. That’s me, but Virgin credited it to Jim Walker. That was funny because this journalist went off on me saying Jim Walker was a genius, Martin Atkins was a cunt. And as his proof he said the drumming on Paris au Printemps was shit and when Jim Walker got back with them to record 'Home Is Where the Heart Is' it illustrated Atkins was crap, and that Jim Walker is the king! No, mate that’s me!")
- Nick Launay (2003):" Ich hatte gerade als ganz neuer Assistant Engineer in den Townhouse Studios in London angefangen, die damals zu PILs Label Virgin gehörten. Sie kamen herein, um an einem Song zu arbeiten, von dem ich hätte schwören können, dass er den Arbeitstitel ‚Doom Sits in Gloom‘ hatte […] John wollte eine Triolen-Verzögerung auf einer bestimmten Gesangslinie, und der Toningenieur [Steve Lillywhite] schien nicht zu verstehen, was er meinte. Ich stand damals wirklich auf Dub-Reggae, also habe ich es eingestellt und es hat gut funktioniert […] Der Toningenieur gab schließlich auf und verschwand, also verbrachten ich und John den Rest des Tages damit, mit allen erdenklichen Effekten herumzuspielen […] Am darauffolgenden Samstag ging ich früh hinein und begann mit dem Aufbau. Stundenlang tauchte niemand auf, also fing ich an zu mixen. Nach einer Weile bekam ich etwas, von dem ich dachte, dass es gut klang. Immer noch war niemand aufgetaucht, also dachte ich, was soll’s, ich mache einfach meinen eigenen persönlichen Mix und behalte ihn als Andenken! Und zwei Stunden später war ich fertig. Gerade als ich Sachen zusammenpacke, kam Keith Levene hereinspaziert […] Nervös sagte ich ihm, ich hätte einen Mix gemacht, war mir aber nicht sicher, ob es ihm gefallen würde? Der Song hatte ein Reggae-Feeling, also hatte ich viele Verzögerungen verwendet und ihn sehr Dub-Mäßig gemacht. Ich habe es abgespielt und Keith hat sehr intensiv zugehört. Ich war mir sicher, er würde sagen, es sei Scheiße. Das Lied endete und er sagte: 'Das ist verdammt großartig, lass es uns noch einmal hören!' Er hörte sich andere Lautsprecher an und sagte: ‚Ich mag es, können Sie mir eine Kopie machen und morgen eine weitere an Virgin schicken?‘ Und das war es."[8] ("I had just started as a very new assistant engineer at the Townhouse Studios in London, which back then belonged to PIL’s label, Virgin. They came in to work on a song, which I could have sworn had the working title 'Doom Sits in Gloom' […] John wanted a triplet delay on a particular vocal line, and the engineer [Steve Lillywhite] didn’t seem to understand what he meant. I was really into dub reggae at the time, so I set it up and it worked well […] The engineer eventually gave up and disappeared, so me and John spent the rest of the day messing around with every effect imaginable […] The following Saturday I went in early and started setting things up. No one turned up for hours, so I started mixing. After a while I got something that I thought sounded good. Still no one had turned up, so I thought what the hell, I’ll just do my own personal mix and keep it as a souvenir! And two hours later I was done. Just as I’m packing things up, in walks Keith Levene […] Nervously I told him I’d done a mix, but wasn’t sure if he’d like it? The song had a reggae feel so I had used lots of delays and made it very dub. I played it, and Keith listened very intensely. I was sure he was going to say it was crap. The song finished and he said 'That’s fucking great, let’s hear it again!' He listened on other speakers and said 'I like it, can you do me a copy and send another to Virgin tomorrow?' And that was it.")

### Pied Piper(Manor Outtake)
- John Lydon (1999): "'Pied Piper' war übrigens ursprünglich etwa 10 Minutem lang. Ich habe nie ganz herausgefunden, wie es auf dieser 'Machines' Compilation und nirgendwo sonst gelandet ist, aber es war interessanter Spaß es aufzunehmen."[15][16] ("'Pied Piper', by the way, was originally about 10 minutes long. I never quite worked out how it ended up on this 'Machines' compilation and nowhere else, but it was an interesting bit of fun to record.")
- Steve New (Gastmusiker, 2009): "Nun, ich kannte Keith schon eine ganze Weile, wir hörten Musik und diskutierten darüber, anstatt zu schlafen. Aber die chaotische Welt von PiL war noch so chaotisch wie das, was in mir vorging, es war ziemlich langweilig. Ich musste nur einen Song machen, 'Pied Piper', aber ich habe alles darauf gespielt. Keith hatte ein paar gute Synthesizer, Prophet-5. John ist John, sehr schüchtern und unsicher zu der Zeit, er hatte viele Probleme. Ich bin nicht [in PiL] geblieben, weil ich nicht gefragt wurde."[17] ("Well, I had known Keith for some time, we used to listen to music and discuss it instead of sleeping. But the chaotic world of PiL wasn’t as chaotic as what was going on inside myself, it was fairly boring. I only got to do one song, 'Pied Piper', but I did play everything on it. Keith had some good synths, Prophet-5. John is John, shy and insecure at the time, he has a lot of hang-ups. I didn’t stay [in PIL] because I wasn’t invited to.")

### Twist and Shout / Johnny Remember Me(unveröffentlichte Manor Outtakes)
- Pete Jones (Späterer Bassist, 1999/2000): "Ich bin mit Martin Atkins in die Manor Studios gegangen, als PiL gerade dabei war, 'Flowers of Romance' aufzunehmen […] Wir hörten uns ein Tape an, auf dem Lydon zu einer Beatles Platte mitjaulte. Der Originalgesang war entfernt worden und Johns kreischenden Fingernägel auf der Tafel klangen bei weiten besser. Wenn das nur veröffentlicht worden währe."[18] "Ich weiß, dass Atkins einige unveröffentlichte Sachen hat, die Johnny-Fans gerne haben würden, seine Version von 'Twist and Shout' die ich 1980 zum ersten Mal gehört haben, ist verdammt urkomisch, obwohl ich bezweifle, dass sie jemals veröffentlicht wird."[19] ("I had gone to The Manor Studios with Martin Atkins where PIL were in the middle of recording 'Flowers of Romance' […] We listened to a tape of Lydon wailing along to a Beatles record. The original vocals had been removed and John’s fingernails on chalkboard screeching sounded better by far. If only this could have been released!"[18] "I know Atkins has some unreleased stuff that Johnny fans would like to get hold of. His version of 'Twist and Shout' which I first heard back in 1980 is fucking hilarious though I doubt if it will ever get released.")[19]
- Martin Atkins (2001/07): "Ja, ich habe einige Sachen, John singt ‘Twist and Shout’ […] Ich wollte es eigentlich auf 'Plastic Box' machen […] Also habe ich John angerufen und ich habe seinen Manager angerufen, ich hatte wirklich gedacht, dass die 'Plastic Box' eine tolle Sache für Fans sein könnte […] Ich habe um nichts andere gebeten als: 'Warum kaufst du mir nicht eine EQ-Einheit für mein Studio?' Das würde sich für mich karmakalisch richtig anfühlen, ich habe dieses Zeug seit 20 Jahren, und es währe schon in den nächsten 10 Jahren jedes Mal denken könnte, wenn ich die EQ-Einheit anfasse: 'Hey, dass hat gut geklappt!' Aber das wollten sie natürlich nicht."[14] "John sang 'Twist and Shout' and John & Jeanette machten ein Duette von 'Johnny Remember Me', der alte John Leyton Hit, welcher erstaunlicherweise fantastisch klingt."[7] ("Yeah, I’ve got some stuff, I’ve got John singing 'Twist and Shout' […] I actually wanted to put it on 'Plastic Box'. […] So I called John and I called his manager, I really thought the 'Plastic Box' could have really been a great thing for the fans […] I wasn’t asking for anything other than, what I said is 'Why don’t you buy me an EQ unit for my studio?' That would feel karmacally right to me, because I’ve had this stuff for 20 years, and it would be nice that if for the next ten years every time I touched the EQ unit I could think 'Hey, that worked out nicely!' But of course they didn’t want to do that."[14] "John sang 'Twist and Shout' and John and Jeannette did a duet on 'Johnny Remember Me', the old John Leyton hit, which actually sounded fantastic.")
- John Lydon (2004): "Es gab eine Zeit in der wir sehr viel ausprobiert haben, naja, wir haben auch ein Beatles-Ding gemacht, […] aber das war alles ziemlicher Mist."[11] ("There was a period there when we messed about a lot, well, we did a Beatles thing too […] but it was all kind of rubbish.")

### Vampire(unveröffentlichter Townhouse Outtake)
- Martin Atkins (2001): "Ich trank Flaschen Perrier-Wasser. Auf 1/4-Zoll-Band aufgenommen klang es fast wie verdammte Dinosaurier. Das war das Backing für einen unveröffentlichten Track namens 'Vampire' […] Da ist Gesang drauf […] 'Vampire' war textlich nicht ganz komplett, aber es gibt Texte, die John darauf gesungen hat."[14] ("I was drinking bottles of Perrier water. Recorded to quarter inch tape, slowed down it sounded almost like fucking dinosaurs. That was the backing for an unreleased track called 'Vampire' […] There are vocals on it […] 'Vampire' wasn’t lyrically as together, but there are lyrics with John singing on it.")
- John Lydon (2004): "Es gab damals einen guten Song, der 'Vampire' hieß. Ich glaube den habe ich irgendwo auf Master. Was ich an diesem Song mochte, war, dass sie in der Nacht, in der wir ihn gemacht hatten, nicht herausfinden konnten, wie ich aus dem Studio rausbekommen bin, weil es nur eine Tür nach draußen gab, und die geht durch den Hauptraum. Ich weiß ehrlich gesagt nicht, wie ich das gemacht habe. War ich so langweilig, dass ich nicht bemerkt wurde? Es ist erstaunlich, was fu tun kannst, wenn du blind betrunken bist!"[11] ("There was one good song from around then that was called 'Vampire'. I think I’ve got that on master somewhere. What I liked about that song was that the night we were doing it, they couldn’t work out how I got out the studio cos there was only one door out, and that’s through the main room. I honestly don’t know how I did, was I so boring I wasn’t noticed? It’s amazing what you can do when you are blind drunk!")

### Woodnymphs(unveröffentlichter Townhouse outtake)
- Nick Launay (Produzent, 2003): "Ich erinnere mich an einen Song, der nicht gelöscht wurde, er hieß 'Woodnymphs'. John meinte, er klingt zu sehr nach einer schwulen Disco, und schlug vor, ihn auf Martins Soloalbum zu verwenden! Ich weiß nicht, was damit passiert ist."[8] ("There is one song I remember that escaped getting erased, it was called 'Woodnymphs'. John said it sounded too like a gay disco and suggested it be used on Martin’s solo album! I don’t know what happened to it.")

### 1981(Townhouse)
- Martin Atkins (2001): "Nun, '1981', welcher auf das 'This Is What You Want' Album kam, wurde für 'Flowers of Romance' geschrieben. […] Ja es ist von 1981. Darüber hat John gesungen."[14] ("Well, '1981' that went onto the 'This is What You Want' album was written for the 'Flowers of Romance'. […] Yeah, it’s from 1981. That’s what John was singing about.")

## Veröffentlichung
The Flowers of Romance wurde am 10. April 1981 von Virgin veröffentlicht. Andy Kellman von AllMusic schrieb: "Intensiven und Minimalismen werden hier an gewagte Grenzen getrieben. Daher ist es keine Überraschung, dass Virgin sich zunächst weigerte die stark perkussive Platte zu veröffentlichen." ("Stark and minimal are taken to daring lengths, so it’s no surprise that Virgin initially balked at issuing the heavily percussive record.")
Flowers of Romance wurde als einzige Single des Albums im März 1981 veröffentlicht, und erreichte Platz 24 in den UK Singles Chart. Für die Single wurde ein anderer Mix des Songs genutzt. Laut Produzenten Launay, ging er "einen Monat später mit Keith und John [zurück ins Studio] um einen Remix des Songs […] für die Singleveröffentlichung zu machen, welcher ein viel besserer Mix ist." ("a month later with Keith and John to remix the song […] for single release, which is a much better mix.") Die 12″-Version der Single beinhaltet eine Instrumentalversion des Songs und Home Is Where the Heart Is, welcher erstmals auf der Metal-Box-Tour gespielt wurde, und ein Outtake, welcher vor Jah Wobbles Ausstieg aus PiL aufgenommen wurde.
Auf dem 2018 erschienenen Kompilation-Box-Set The Public Image Is Rotten (Songs From The Heart) ist zum ersten Mal der bisher verschollene Song Vampire veröffentlicht worden. Zudem ist auch die originale Version des This Is What You Want… Songs 1981 enthalten, der tatsächlich für The Flowers of Romance komponiert wurde, und ein anderer Mix von Banging The Door mit dem Titel Banging The Door (aka The Door).

## Rezeptionen
Record-Mirror-Kritiker Mike Nicholls lobte The Flowers of Romance als ein Werk von "lohnendem Experimentalismus von der Spitze der Anti-Rock-Avantgarde." ("worthwhile experimentalism from the forefront of the anti-rockist avant-garde.") Steve Taylor von Smash Hits kommentierte, dass das Album die Zuhörer anflehe "alle Erwartungen aufzugeben, etwas zu hören, das auch nur der letzten PiL Platte ähnelt" ("to abandon all expectations of hearing something that even resembles the last PiL record"), abschließend: "Erfreulich ist kaum das richtige Wort. Eher provokativ." ("Enjoyable is hardly the right word. More like provocative.") Der NME nannte es das 15. beste Album des Jahres 1981.
Als Chris Smith vom Stylus Magazine das Album 2003 rezensierte, beschrieb er The Flowers of Romance als "eine düstere, spartanisch Angelegenheit, die definitiv nicht für jeden Geschmack etwas ist […] aber zweiundzwanzig Jahre später gibt es nichts vergleichbares. Es bietet vielleicht nicht den kinetischen Glamour von 'Remain in Light' oder die fröhliche Spazziness der 'Contortions', aber ich denke, dass dies eine der interessantesten Platten ist, die im Fallout des Punk produziert wurde." ("a dark, spartan affair, one that is decidedly not for all tastes […] But, twenty-two years later, there’s nothing quite like it. It may not offer the kinetic glamour of Remain in Light or the gleeful spazziness of the Contortions, but I believe this to be one of the most interesting records produced in the fallout of punk.") Aaron Hemphill von Liars schrieb einen Artikel für The Guardian über das Album, in dem er es "einen vergessenen Klassiker" ("a forgotten classic") und eine Inspiration hinter Liars Soundänderung nannte.
Kurt Cobain bezeichnete das Album als eines seiner Favoriten und nahm es auf Platz 42 einer handschriftlichen Liste seiner 50 Lieblingsalben aller Zeiten auf. In einem Interview mit Spin im Jahre 1993 kommentierte er, dass die Musik darauf "total kompromisslos [ist] … aber irgendwie funktioniert es" ("totally uncompromising… but it works somehow").

## Titelliste
Seite A
1. Four Enclosed Walls – 4:44
2. Track 8 – 3:14
3. Phenagen – 2:38
4. Flowers of Romance – 2:50
5. Under the House – 4:32
Seite B
1. Hymie’s Him – 3:18
2. Banging the Door – 4:49
3. Go Back – 3:46
4. Francis Massacre – 33:31

## Besetzung
Public Image Limited
- John Lydon – Gesang, Violine, Saxophon, Schlagzeug
- Keith Levene – Gitarre, Bass, Klavier, Cello, Synthesizer, Schlagzeug bei Under the House und Go Back
- Martin Atkins – Schlagzeug bei Four Enclosed Walls, Under the House, Banging the Door und (unangegeben) auf Flowers of Romance, Synthesizer auf Banging the Door
- Jah Wobble – Bass bei Home is Where the Heart is (B-Seite von Flowers of Romance)

Technical
- Nick Launay – Toningenieur

## Charts
| Chart (1981)                  | Erreichte Position |
| ----------------------------- | ------------------ |
| Australia (Kent Music Report) | 94                 |
| New Zealand (RIANZ)           | 33                 |
| UK Albums Chart               | 11                 |